# Mythimna changi
Mythimna changi es una polilla de la familia Noctuidae. Se encuentra en Taiwán.